# Claudio Chiappucci

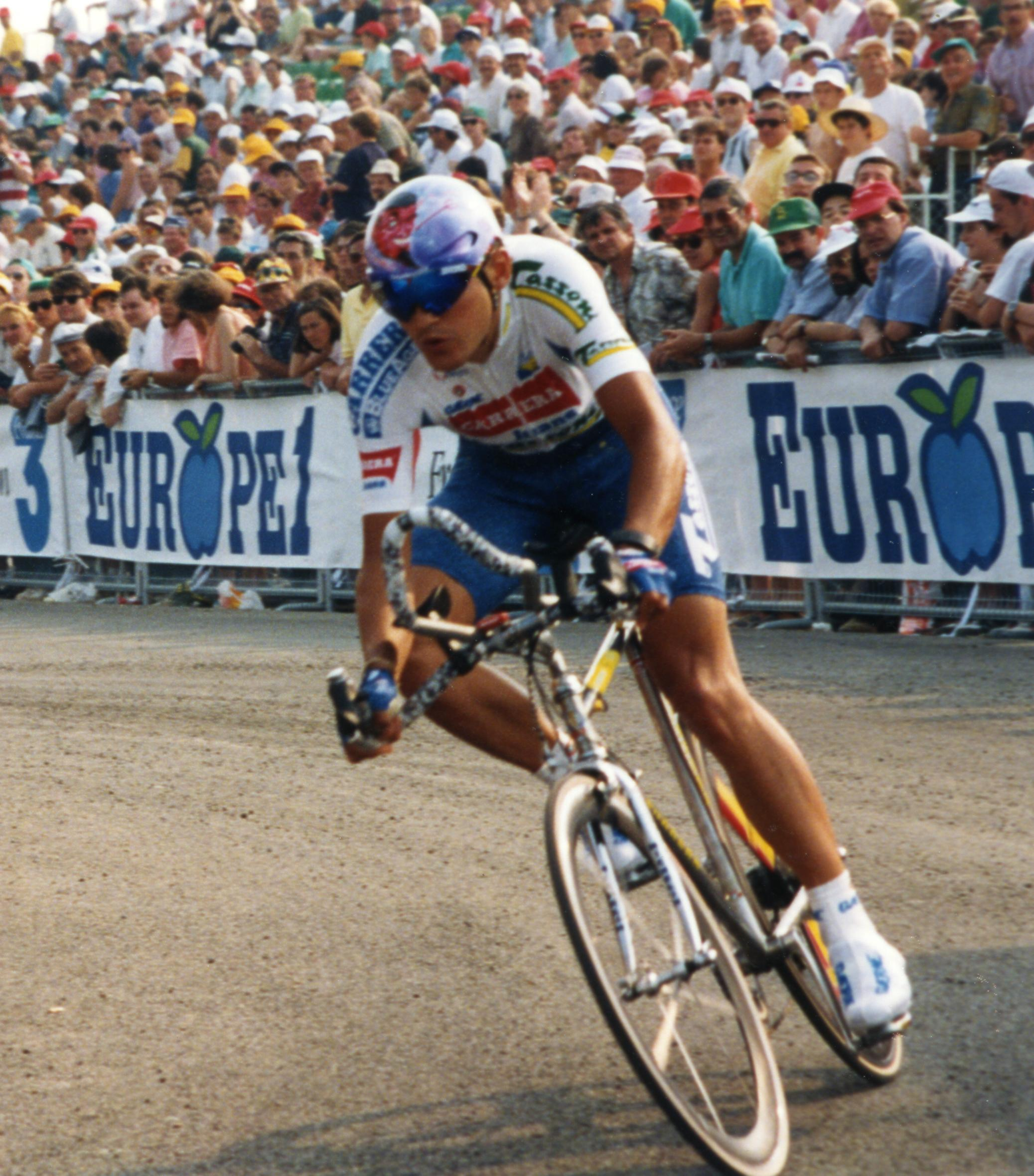
Claudio Chiappucci under 1993 års Tour de France.

Claudio Chiappucci, född den 28 februari 1963 i Uboldo, Varese, är en italiensk tidigare professionell tävlingscyklist. Hans smeknamn var El Diablo ("Djävulen") och han blev mycket populär för sin djärva åkstil. Han var på podiet tre gånger i Tour de France, tvåa 1990 och 1992 samt trea 1991.

## Karriär
Under Tour de France 1990 bar Chiappucci den gula ledartröjan under åtta etapper. På den näst sista etappen, ett tempolopp, tog Greg LeMond tröjan ifrån italienaren och LeMond vann tävlingen två minuter framför Chiappucci. Han blev den första italienaren att stå på prispallen sedan Tour de France 1972 då Felice Gimondi slutade tvåa.
På etapp 13 under Tour de France 1992 attackerade Chiappucci på dagens första stigning och vann etappen trots att var jagad av Miguel Indurain och Gianni Bugno under stora delar av sin utbrytning.
Claudio Chiappucci tog silvermedalj i Världsmästerskapens linjelopp 1994 på Sicilien bakom fransmannen Luc Leblanc.
Chiappuccis insatser blev sämre runt 1994–1995 och han slutade 1998. 

## Dopning
Under säsongen 1997 hade Chiappucci visat sig vara dopad vid flera tillfällen. Han brukade gå till doktorn Francesco Conconi, som har blivit anklagad för att ha gett cyklister EPO. Conconi ansågs vara moraliskt skyldig till brott, men blev inte straffad då det inte fanns tillräckligt med bevis att han hade gett cyklisterna EPO. Juryn hade tittat på 33 cyklisters medicinska rapporter under perioden 1993–1995; några av dessa var Marco Pantani, Claudio Chiappucci, Evgeni Berzin, Ivan Gotti, Gianni Bugno, Bruno Cenghialta, Stephen Roche och Piotr Ugrumov. Det visade sig att alla blodtester visade stora växlingar på hemokratitvärdet, vilket tyder på EPO-användning. Claudio Chiappucci erkände för åklagarsidan att han hade använt sig av EPO sedan 1993, men tog senare tillbaka uttalandet.

## Meriter
1982
Vinnare av  Italienska mästerskapen i linjelopp för amatörer
1987
Vinnare av etapp 3 (TTT) Giro d'Italia
2:a i Giro di Toscana
8:a i Paris-Tours
1988
2:a i Trofeo Luis Puig
7:a i Gran Premio Città di Camaiore
9:a i Lombardiet runt
1989
Vinnare av Giro del Piemonte
Vinnare av Coppa Placci
2:a totalt i Giro del Trentino
3:a i Rund um den Henninger Turm
6:a i Tre Valli Varesine
8:a i Vallonska pilen
1990
Vinnare av  bergspristävlingen i Giro d'Italia
Vinnare av etapp 4 i Settimana Internazionale di Coppi e Bartali
2:a totalt i Tour de France
Innehade  efter etapperna 12-19
2:a i Tre Valli Varesine
3:a i Züri Metzgete
3:a i Giro del Friuli
4:a i Wincanton Classic
4:a i Grand Prix des Amériques
5:a totalt i Giro del Trentino
6:a i UCI World Cup
7:a totalt i Paris-Nice
Vinnare av etapp 6
1991
Vinnare  totalt av Baskien runt
Vinnare av etapp 3
Vinnare av Milano-Sanremo
Setmana Catalana de Ciclisme
Vinnare av etapperna 4a och 4b
2:a totalt i Giro d'Italia
Vinnare av  poängtävlingen
2:a totalt i Vuelta a Murcia
3:a totalt i Tour de France
Vinnare av  bergspristävlingen
Vinnare av etapp 13
Utsedd till mest angreppsvillige deltagare totalt
3:a i linjelopp vid Italienska mästerskapen
3:a i Vallonska pilen
3:a i Giro dell'Appennino
3:a i Giro del Friuli
4:a totalt i Giro del Trentino
4:a i Tre Valli Varesine
9:a i Wincanton Classic
1992
Vinnare  totalt av Giro del Trentino
Vinnare av etapp 3
Vinnare av Giro dell'Appennino
2:a totalt i Tour de France
Vinnare av  bergspristävlingen
Vinnare av etapp 13
Utsedd till mest angreppsvillige deltagare totalt
2:a totalt i Giro d'Italia
Vinnare av  bergspristävlingen
2:a totalt i Clásico RCN
Vinnare av etapp 1
2:a i Lombardiet runt
2:a i Clásica de San Sebastián
2:a i Coppa Placci
2:a i Rund um den Henninger Turm
4:a i Wincanton Classic
7:a i UCI World Cup
1993
Vinnare av Clásica de San Sebastián
Vinnare av Japan Cup
Vinnare av Coppa Sabatini
2:a totalt i Tour de Romandie
2:a totalt i Giro del Trentino
2:a totalt i Escalada a Montjuïc
2:a i Grosser Preis des Kantons Aargau
2:a i Giro del Friuli
3:a totalt i Giro d'Italia
Vinnare av  bergspristävlingen
Vinnare av etapp 14
3:a i Vallonska pilen
3:a i Giro dell'Emilia
3:a i Giro del Veneto
4:a i Lombardiet runt
4:a i Tre Valli Varesine
5:a totalt i Volta a Catalunya
5:a i UCI World Cup
6:a totalt i Tour de France
Vinnare av etapp 17
6:a i Liège-Bastogne-Liège
7:a i Züri Metzgete
10:a totalt i Baskien runt
1994
Vinnare  totalt av Volta a Catalunya
Vinnare av etapp 4
Vinnare av Tre Valli Varesine
Vinnare av Japan Cup
2:a totalt i Vuelta a Galicia
Vinnare av etapp 3
2:a totalt i Escalada a Montjuïc
2:a i  linjelopp vid Världsmästerskapen i landsvägscykling
2:a i Lombardiet runt
2:a i Giro dell'Appennino
3:a totalt i Baskien runt
4:a i UCI World Cup
4:a i Liège-Bastogne-Liège
4:a i Züri Metzgete
5:a totalt i Giro d'Italia
5:a totalt i Critérium International
7:a totalt i Tirreno-Adriatico
7:a i Amstel Gold Race
7:a i Vallonska pilen
8:a i Giro dell'Emilia
8:a i Coppa Bernocchi
9:a totalt i Giro del Trentino
1995
Vinnare  totalt av Escalada a Montjuïc
Vinnare av etapp 1a
Vinnare av Giro del Piemonte
Vinnare av Japan Cup
4:a totalt i Giro d'Italia
4:a i Flandern runt
6:a i Lombardiet runt
7:a totalt i Tour de Romandie
7:a i Liège-Bastogne-Liège
8:a totalt i Vuelta a Murcia
8:a i Milano-Sanremo
9:a i GP Ouest-France
1996
3:a i Gran Premio Industria e Artigianato di Larciano
3:a i Coppa Sabatini
3:a i Grand Prix de Fourmies
10:a i GP Ouest-France
1997
2:a totalt i Giro di Sardegna
2:a totalt i Settimana Internazionale di Coppi e Bartali
6:a i Flandern runt
9:a i GP Ouest-France
10:a i Rund um den Henninger Turm
1998
8:a totalt i Tirreno-Adriatico
10:a i Coppa Placci